# Шедар
Координати:  00г 40м 30.5с, +56° 32′ 14.5″
Шедар (α Кассіопеї, лат. α Cassiopeiae, скорочено — α Cas) — зоря другої величини в сузір'ї Кассіопеї. Хоча вона й позначена Йоганном Баєром як «α», візуальна яскравість α Кассіопеї дуже близька до β Кассіопеї — (Каф) і вона може виглядати трохи яскравішою або тьмянішою залежно від обраного діапазону.

## Назви
Абд аль-Рахман аль-Суфі і Улугбек називали зорю араб. تات الكرسي (Аль-Дхат аль-Курсій), що означає «дама в кріслі». Джованні Баттіста Річчолі передав цю назву як Дат Елкарті.
Назва Шедар вперше трапляється в Альфонсових таблицях тринадцятого століття. Вона походить від араб. در (şadr, що означає «груди») і позначає розташування зорі в серці міфологічної цариці Кассіопеї.
Ян Гевелій у своїх творах вживав назву Schedir, втім, існували й інші транслітерації з арабської, такі як Shedar, Shadar, Sheder, Seder, Shedis та Shedir. Робоча група із назв зір (англ. Working Group on Star Names, WGSN), організована Міжнародним астрономічним союзом 2016 року, схвалила для зорі назву Schedar (Шедар) 21 серпня 2016 року, на одному зі своїх перших засідань.
α Cassiopeiae — позначення Баєра.
Китайська назва зорі — 王良四 (Wáng Liáng sì, «четверта зоря Ван Лян»), — стосується китайського астеризму 王良 (Wáng Liáng, Ван Лян), на честь відомого колісника періоду Весни й Осені. Астеризм складається з Альфи, Бети, Каппи, Ети і Лямбди Кассіопеї.

## Видимість

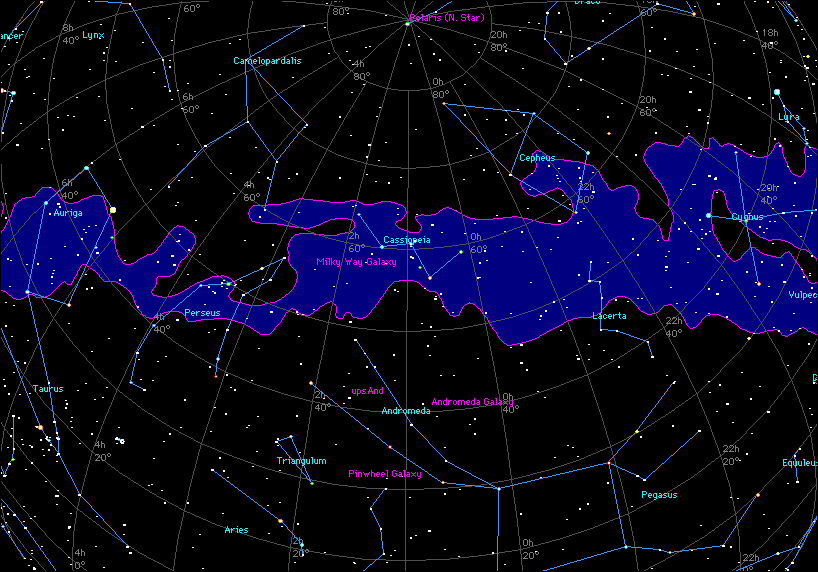
Кассіопея в контексті Чумацького Шляху.

При схиленні 56° 32' пн. ш., Шедар видимий в усій північній півкулі. Зорю можуть бачити й більшість спостерігачів по всьому світу, які перебувають на північ від 33° південної широти, зокрема, її видно в таких містах південної півкулі як Перт чи Сантьяго, хоча й невисоко над горизонтом. Шедар розташований на околиці галактики Чумацький Шлях, тому є й інші помітні небесні об'єкти, які можна побачити поблизу цієї зорі — серед них туманність Пакман, NGC 436 і NGC 457.
Альфа Кассіопеї досягає свого зеніту над такими містами, як Единбург, Копенгаген і Москва. У Європі, Росії та на північноамериканському континенті аж до Лос-Анджелеса (а також в інших місцях, що мають північну широту більше 33°) зоря ніколи не заходить за горизонт. Оскільки Шедар має другу зоряну величину (як і β Cas), її добре видно неозброєним оком, однак Світлове забруднення, характерне для більшості міст, може заважати цьому.
Найкращий час для спостереження в північній півкулі — пізні осінні місяці, коли Кассіопея проходить через меридіан опівночі, але з огляду на те, що в багатьох місцях північної півкулі вона не заходить за горизонт, її можна бачити протягом усього року.

### Фотометрична змінність
Залежно від застосованої фотометричної системи, Шедар трохи яскравіший або тьмяніший, ніж Каф, β в сузір'ї. Система UBV протягом другої половини XX століття вказувала на видиму зоряну величину, яка коливалася від +2,20 до +2,23, таким чином вона вважалася трохи яскравішою, ніж Каф з її змінною величиною від +2,25 до +2,31. Проте розрахунки у візуальній смузі видимого світла довжиною від 500 до 600 нанометрів, зроблені Флоор Ван Левен (Floor Van Leeuwen) 2007 року дали нове вимірювання для обох зір, +2,4107 для Шедар і +2,3579 для Каф, що свідчать про те, що найяскравішою зорею сузір'я є Каф. Плутанина виникає через те, що різні інструменти роблять вимірювання в дещо різних діапазонах хвиль.

### Розміри
З розвитком оптичної інтерферометрії в 1990-х роках, кутовий діаметр Шедара було виміряно 1998 році на різних довжинах хвиль у діапазоні 500—850 нм. Результатом став затемнене по периметру кутове вимірювання у 5,62 ± 0,06 кутових мілісекунд (mas), діаметр, що дорівнює приблизно 0,393 а. о. або 42,3 радіуса Сонця, припускаючи паралакс у 14,29 mas. Порівнюючи з орбітою Меркурія (що обертається навколо Сонця на відстані приблизно 0,4   а.о.), фотосфера Шедара простягається приблизно до середини орбіти Меркурія.

## Характеристики

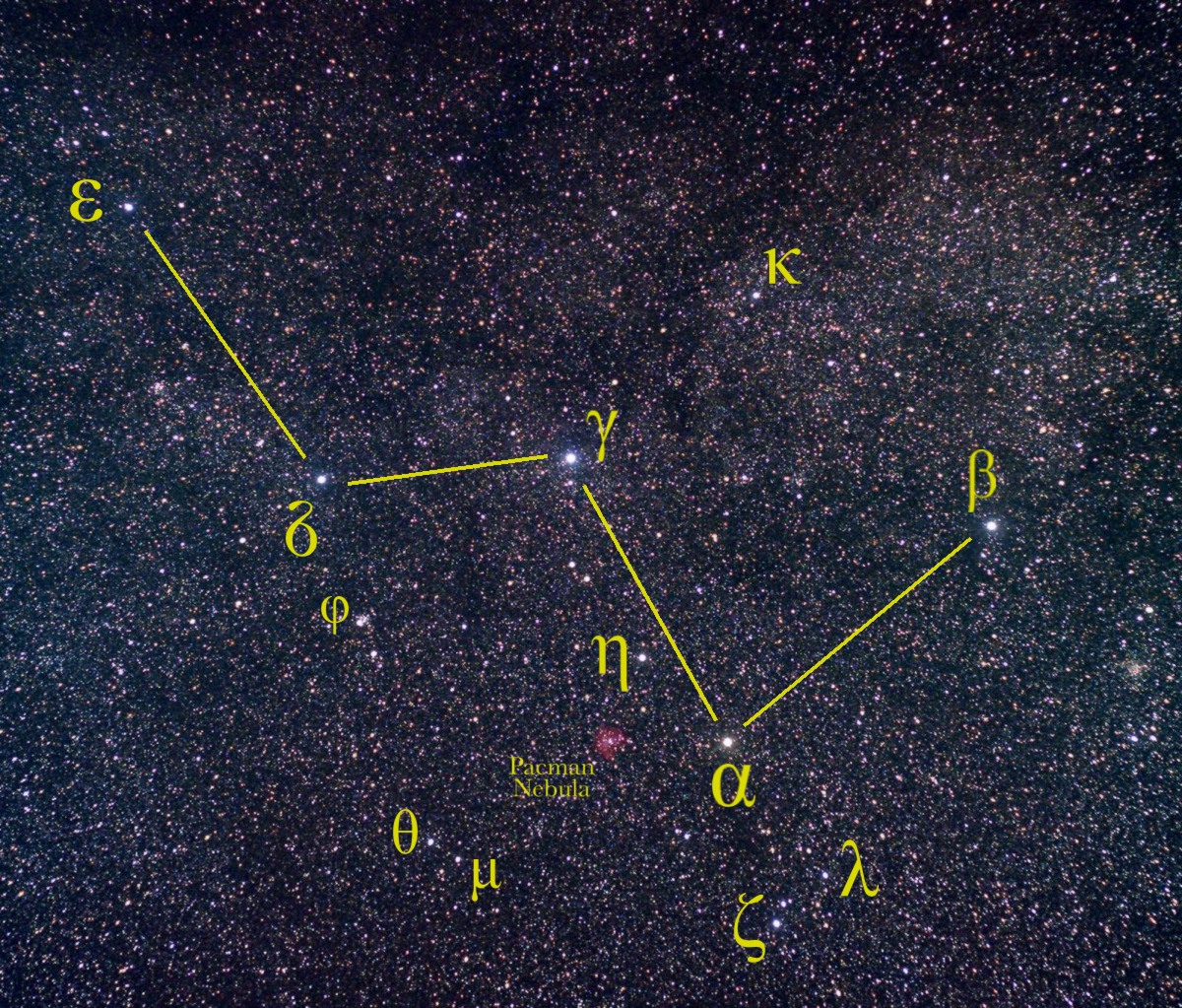
Зоряне поле Кассіопеї показує α Cas, оранжевий гігант, відносно до інших зір у сузір'ї.

Шедар — червоний гігант, спектральний клас якого K0IIIa — тобто, Шедар значно холодніший за Сонце. Однак, оскільки він наближається до завершення своєї еволюції, фотосфера зорі істотно розширилася, даючи болометричну світність, що приблизно в 676 разів перевищує світність Сонця.
Згідно з переглянутими даними Гіппаркос (van Leeuwen, 2007), розрахункова відстань до зорі становить близько 70 парсек або 228 світлових років. Як і всі гігантські зорі, Шедар обертається повільно, зі швидкістю приблизно 21 км/с на екваторі — з такою швидкістю зорі потрібно приблизно 102 дні, щоб зробити один повний оберт на своїй осі.
Шедар іноді класифікують як змінну зорю, але з XIX століття змінність не було виявлено. Крім того, у Вашингтонському каталозі парних зір зазначено три оптичні супутники Шедара, але всі вони можуть бути лише розташованими на одній лінії зору з Землі.
Вік Шедара оцінюється від 100 до 200 мільйонів років, більшу частину якого він був блакитно-білою зорею головної послідовності спектрального класу В.

## Зображення

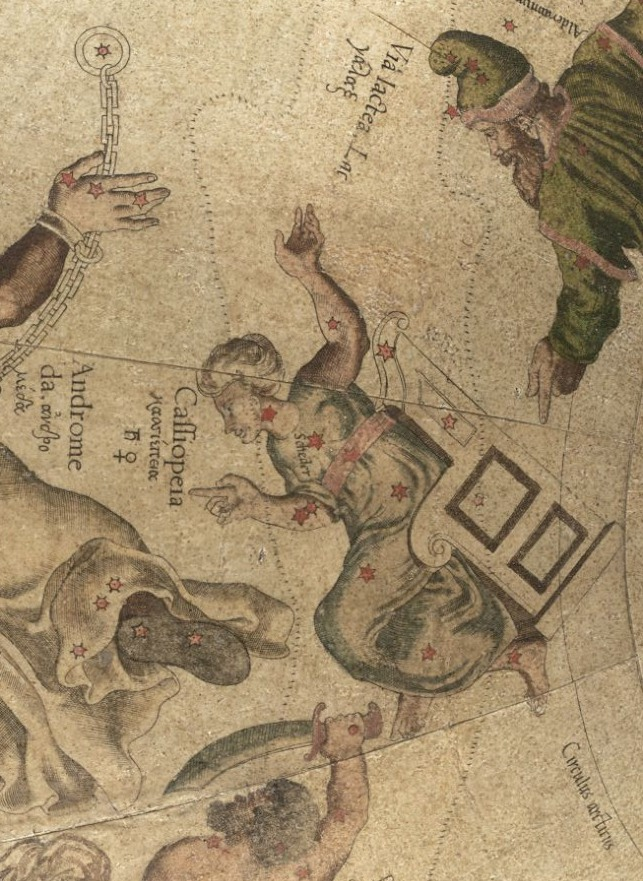
Ілюстрація з глобуса Меркатора, де Шедар зображений біля серця небесної цариці.

У 1551 р. Герард Меркатор, фламандський картограф, виготовив небесний глобус, зобразивши 48 традиційних сузір'їв Птолемея та два інших, Волосся Вероніки і Антиной. На цьому глобусі він представив Кассіопею як царицю Ефіопії, покарану за її вихваляння й прикуту до перевернутого стільця. Шедар позначено біля її лівої груді, що відображає арабське етимологічне походження назви.